# グランドマスター・フラッシュ
グランドマスター・フラッシュ（Grandmaster Flash、本名：ジョゼフ・サドラー、Joseph Saddler、1958年1月1日 - ）は、バルバドス・ブリッジタウン出身のアメリカのヒップホップミュージシャン、DJである。

## 来歴
1970年代、ブロンクスで活躍していたDJ クール・ハークからDJを学び、1970年代後半からDJ活動を始める。アフリカ・バンバータ、クール・ハークと並び、オールド・スクール期の最も重要なDJである。
その後、グランドマスター・フラッシュ・アンド・ザ・フューリアス・ファイヴ (Grandmaster Flash and the Furious Five)を結成し、1979年にエンジョイ・レコードから「Superrappin'」をリリース。その後シュガーヒル・レコードに移籍し、「ザ・メッセージ」など、数々のラップ・レコードを生み出す。「ザ・メッセージ」は若者のゲットー生活の苦しさをラップし、当時のニューヨークとその周辺だけで約50万枚売れたとも言われている曲でヒップホップの歴史を語る上で重要な作品として現在でも評価されている。同時期にシュガーヒル・レーベルに所属していたラップ・ミュージシャンとしては、トリーチャラス・スリー、ファンキーフォー＋1、ウエスト・ストリート・モブ、スプーニー・ジー、シークエンスらがいた。また、現在、数多くのDJたちにとって欠かせない技術であるスクラッチを広めた人物でもある。しばしば誤解されるが、スクラッチを発明したのはターンテーブルで遊んでいた、彼の親戚のグランドウィザード・セオドアであると言われている。
2007年、グランドマスター・フラッシュ・アンド・ザ・フューリアス・ファイヴとして、ロックの殿堂入りを果たす(ヒップホップ関連のアーティストの殿堂入りは当グループが初である)。
2009年、アルバム「The Bridge」をリリース。